# Koerich
Koerich (Luxemburgs: Käerch) is een gemeente in het Luxemburgse Kanton Capellen. De gemeente heeft een totale oppervlakte van 18,88 km² en telde 1966 inwoners op 1 januari 2007.

## Ontwikkeling van het inwoneraantal
| Jaar                              | 2001 | 2002 | 2003 | 2004 | 2005 |
| --------------------------------- | ---- | ---- | ---- | ---- | ---- |
| Inwoneraantal                     | 1802 | 1829 | 1806 | 1839 | 1861 |
| Opmerking: tellingen op 1 januari |      |      |      |      |      |

## Plaatsen behorend tot de gemeente Koerich
- Goeblange
- Goetzingen
- Koerich
- Windhof